# Zygmunt Dyakowski
Zygmunt Dyakowski, ps. „Jordan” (ur. 9 sierpnia 1885 w Brahiłowie, zm. 1957) – rotmistrz Wojska Polskiego, działacz niepodległościowy, inżynier, agronom.

## Życiorys
Urodził się 9 sierpnia 1885 w Brahiłowie, w ówczesnym powiecie winnickim guberni podolskiej.
6 sierpnia 1914 wstąpił do oddziałów strzeleckich. Od 8 sierpnia 1914 walczył w szeregach 2 pułku ułanów. 15 maja 1915 odnotowany w szpitalu, skąd 30 lipca przydzielony do kadry kawalerii. Od 30 września 1915 służył w Stacji Zbornej LP w Kamieńsku. 21 kwietnia 1916 odnotowany w oddziale wywiadowczym LP, 29 czerwca 1916 w Żandarmerii Polowej LP, 26 maja 1916 w Kolumnie Prowiantowej Taboru Dywizyjnego LP. 13 września 1916 został przeniesiony do kawalerii sztabowej. W 1917 wykazany w Inspektoracie Werbunkowym w Kaliszu. Awansował na wachmistrza. Był zgłoszony do odznaczenia austriackim Krzyżem Wojskowym Karola. Później służył w Polskim Korpusie Posiłkowym awansując na chorążego kawalerii.
27 stycznia 1919 został przyjęty do Wojska Polskiego z dniem 10 listopada 1918 i mianowany podporucznikiem w kawalerii. 12 listopada 1919 został przydzielony do 1 pułku szwoleżerów. 19 stycznia 1921 został zatwierdzony z dniem 1 kwietnia 1920 w stopniu porucznika, w kawalerii, w oficerów byłych Legionów Polskich. 1 czerwca 1921 był przydzielony z macierzystego pułku do Polskiej Delegacji Wojskowej do Mieszanej Komisji Granicznej na Wschodzie. 3 maja 1922 został zweryfikowany w stopniu rotmistrza ze starszeństwem od 1 czerwca 1919 i 252. lokatą w korpusie oficerów jazdy (od 1924 – kawalerii), a jego oddziałem macierzystym był nadal 1 pszwol. W następnym roku został przeniesiony do 21 pułku ułanów w Równem, a w 1924 do 12 pułku ułanów w Krzemieńcu. W styczniu 1925 został przydzielony z 12 puł. do szwadronu pionierów 2 Samodzielnej Brygady Kawalerii w Równem na stanowisko dowódcy szwadronu. W sierpniu 1926 został przeniesiony do 21 pułku ułanów z pozostawieniem na stanowisku dowódcy szwadronu pionierów 2 SBK. W kwietniu 1929 został zwolniony z zajmowanego stanowiska i oddany do dyspozycji dowódcy Okręgu Korpusu Nr II, a z dniem 30 listopada tego roku przeniesiony w stan spoczynku. W 1934, jako oficer stanu spoczynku pozostawał w ewidencji Powiatowej Komendy Uzupełnień Łuck. Posiadał przydział do Oficerskiej Kadry Okręgowej Nr III. Był wówczas „w dyspozycji dowódcy Okręgu Korpusu Nr II”.
Wziął udział w kampanii wrześniowej 1939, w czasie której dostał się do niemieckiej niewoli. Od 14 października 1939 przebywał w Oflagu VII A Murnau. 7 maja 1946 wziął udział w zebraniu członków znaku 12 pułku ułanów. Zmarł w 1957.

## Ordery i odznaczenia
- Krzyż Niepodległości – 17 września 1932 „za pracę w dziele odzyskania niepodległości”[2]
- Krzyż Walecznych[20][21]
- Srebrny Krzyż Zasługi – 10 listopada 1928 „w uznaniu zasług, położonych na polu pracy w poszczególnych działach wojskowości”[22][23]